# Chathamaka andrei
Chathamaka andrei är en insektsart som beskrevs av Larivifre 1999. Chathamaka andrei ingår i släktet Chathamaka och familjen kilstritar. Inga underarter finns listade i Catalogue of Life.